# Brakel (Allemagne)
Pour les articles homonymes, voir Brakel.

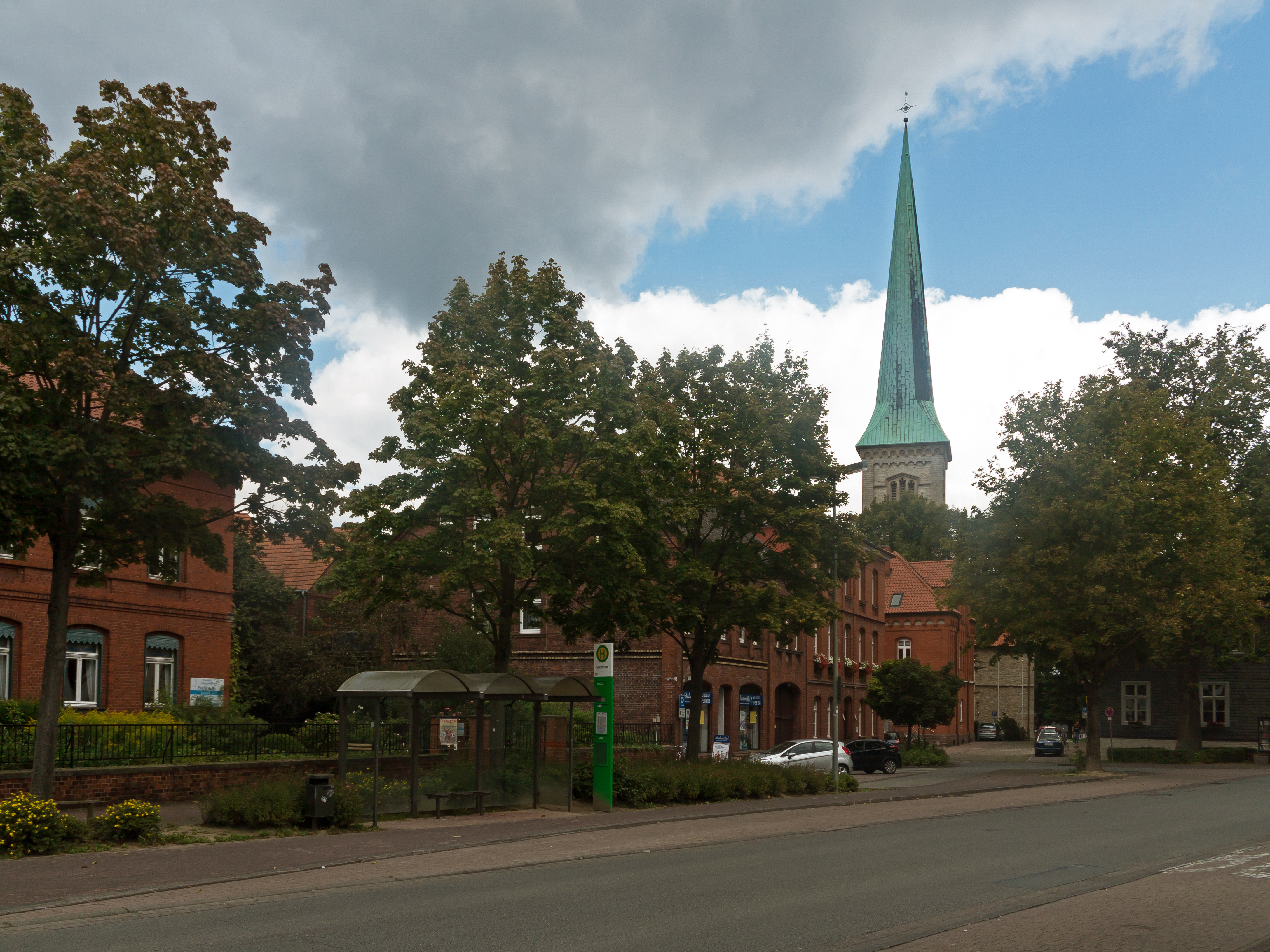
Brakel, tour de l'église

Brakel est une ville de Rhénanie-du-Nord-Westphalie (Allemagne), située dans l'arrondissement de Höxter, dans le district de Detmold, dans le Landschaftsverband de Westphalie-Lippe.

## Histoire
| Appartenances historiques Principauté épiscopale de Paderborn 1281-1802 Royaume de Prusse 1802-1807 Royaume de Westphalie 1807-1813 Royaume de Prusse (Province de Westphalie) 1815-1918 République de Weimar 1918-1933 Reich allemand 1933-1945 Allemagne occupée 1945-1949 Allemagne 1949-présent |

## Économie
- Brasserie Schlossbrauerei Rheder.

## Personnalités liées à la ville
- Werner von Haxthausen (1780-1842), philologue né à Bökendorf.
- Bernhard Spellerberg (1931-2013), homme politique né à Siddessen.
- Johannes Weinrich (1947-), terroriste né à Brakel.